# Casa dels Abenàmir
La Casa dels Abenàmir és un edifici històric ubicat a Benaguasil, a la comarca valenciana del Camp de Túria.
Es tracta del palau senyorial dels Abenàmir, una destacada família d'origen islàmic que va influir durant quatre segles en els afers de la vila. Segons estudis d'Alonso Durà, la nissaga prové dels Abi-Amir, una dinastia regnant a la València musulmana del XI i el XII.
D'origen reinaxentista, el casalot compta amb tres plantes, l'última de les quals és una galeria baix un ràfec de fusta. Cal destacar les bigues principals de les plantes superiors, amb mènsules mudejars dels segles XV i XVI, així com una façana senzilla amb una porta d'entrada sota arc de mig punt amb dovelles de fusta.
Actualment, la Casa dels Abenàmir es troba en estat de ruïna.